# 货运双杰
《货运双杰》（英語：Movin' On）是一部美國劇情電視劇，1974年到1976年在NBC播出了兩季。電視劇由菲利普·德安東尼和巴里·J·韋茨擔任主創，克勞德·艾金斯與法蘭克·康文斯主演；艾金斯飾演老牌獨立「大卡車」司機桑尼·普魯特，康文斯則飾演上過大學的副駕駛員威爾·錢德勒。

## 家用媒體
2017年9月20日，《货运双杰》第一季和第二季由Allied Vaughn & Pro Classic TV以DVD形式發行。
| DVD名稱    | 收錄集數 | 發行日期      |
| ---------- | -------- | ------------- |
| 第一季全集 | 22       | 2017年9月20日 |
| 第二季全集 | 23       | 2017年9月20日 |

## 流行文化影響
在劇中，卡車司機常說他們要「像普魯特那樣」（do it like Pruitt.）。電視劇完結後，這句台詞變成了「像普魯特以前那樣」（do it like Pruitt used to do it.）。時隔三十年後，該台詞仍然偶爾能聽到。

## 外部連結
- 互联网电影数据库（IMDb）上《货运双杰》的资料（英文）
- 互联网电影数据库上In Tandem的资料（英文）

- epguides.com上《货运双杰》的資料
- Movin' On web site （页面存档备份，存于） - managed by the show's original producers with stories of production and many photo images